# 三ツ塚古墳

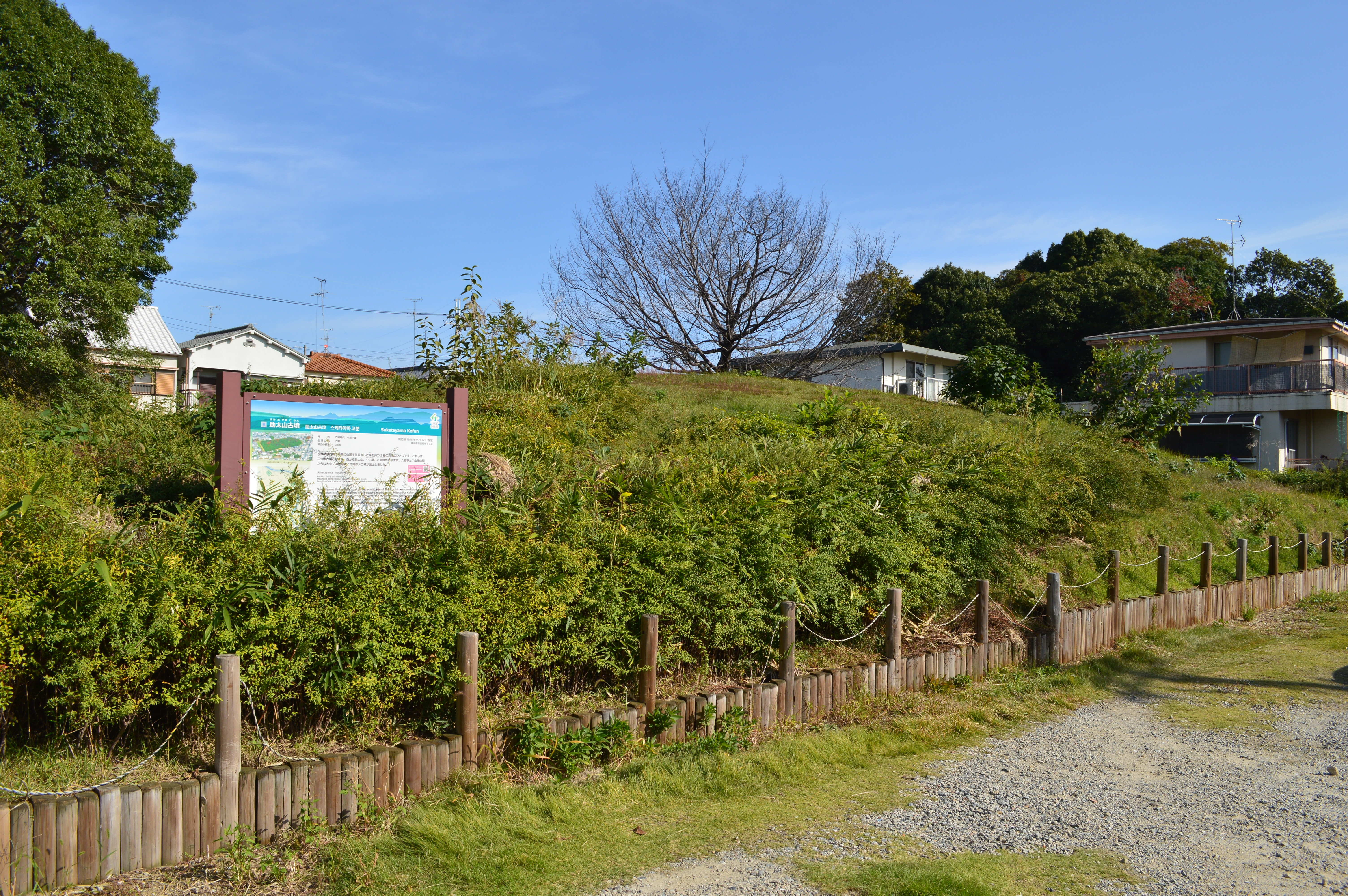
助太山古墳（国の史跡）

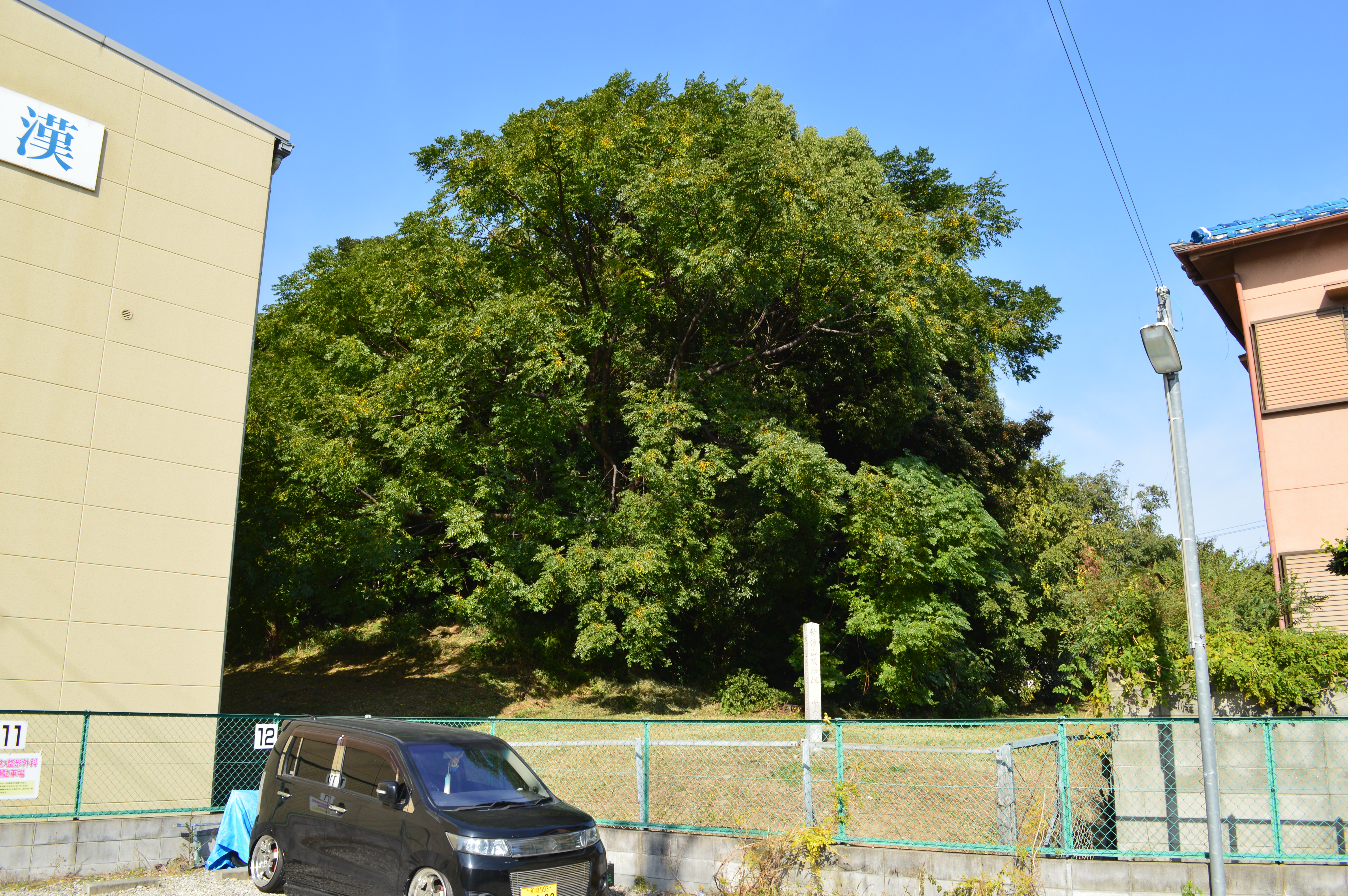
八島塚古墳（仲津山陵飛地ろ号）

三ツ塚古墳（みつづかこふん）は、大阪府藤井寺市道明寺にある方墳3基（助太山古墳・中山塚古墳・八島塚古墳）の総称。中山塚古墳・八島塚古墳は宮内庁により仲姫命仲津山陵の陪冢に治定され、助太山古墳は国の史跡に指定されている。
八島塚古墳と中山塚古墳の間の周濠から修羅と呼ばれる木製のソリが出土したことで有名。なお、この3基の古墳の築造時期については議論がある。

## 概要
仲ツ山古墳の南東の周濠外堤に接して東西に並んで存在している、3基の方墳で、八島塚古墳と中山塚古墳は一辺50メートルの方墳であり、もう1基の助太山古墳は一辺35メートルの方墳である。助太山古墳は他の2基の3分の2の平面企画を持つようで3古墳とも同時に築造されたと考えられる。周濠の幅は助太山古墳の北側と西側のみ10メートルでその他の3墳を取り巻く部分では15メートルである。また、八島塚古墳と中山塚古墳の間は20メートル、中山塚古墳と助太山古墳との間は15メートルである。濠を含めた3墳の総規模は東西195メートル、南北80メートルである。一つの周濠内に3基の古墳が並んで存在しているわけである。

## 修羅の出土

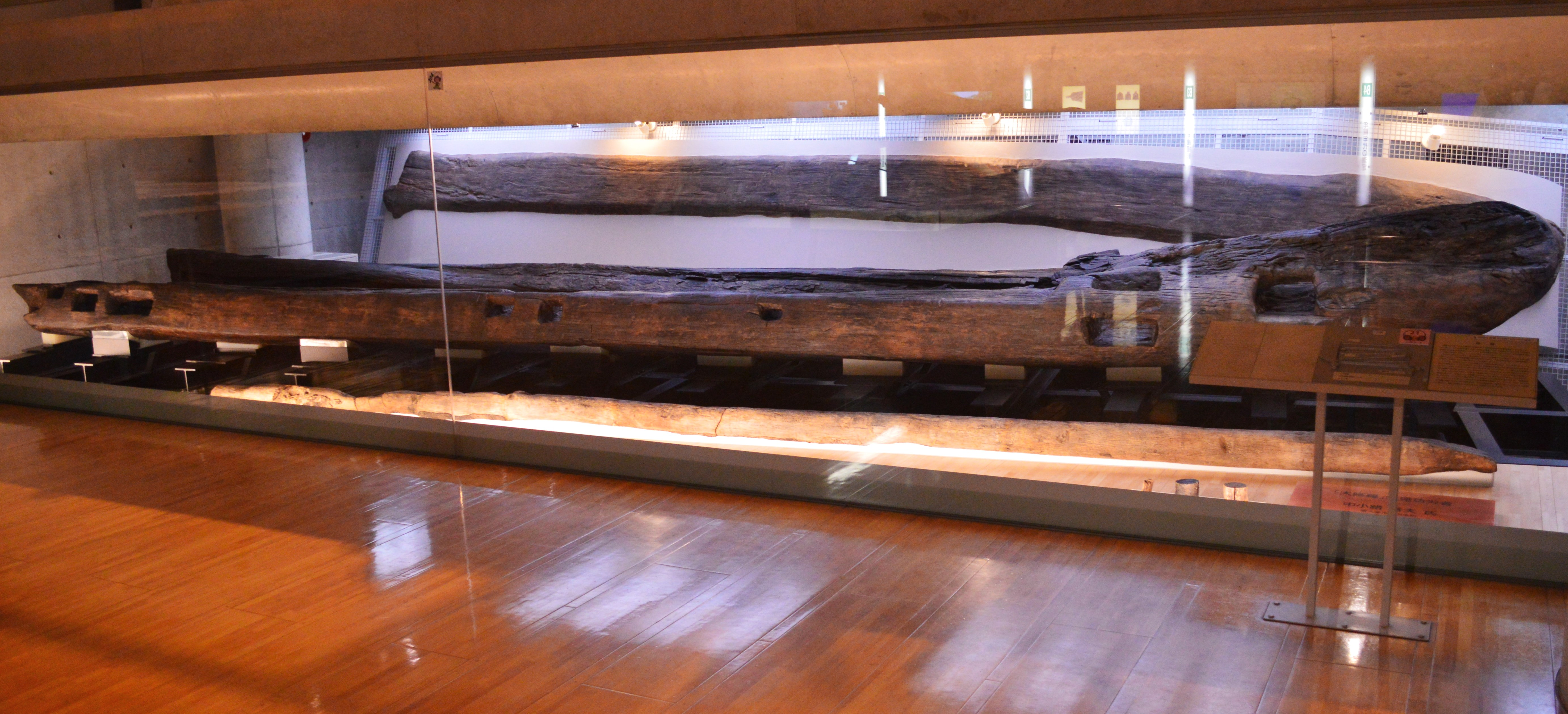
大修羅（国の重要文化財）大阪府立近つ飛鳥博物館展示。

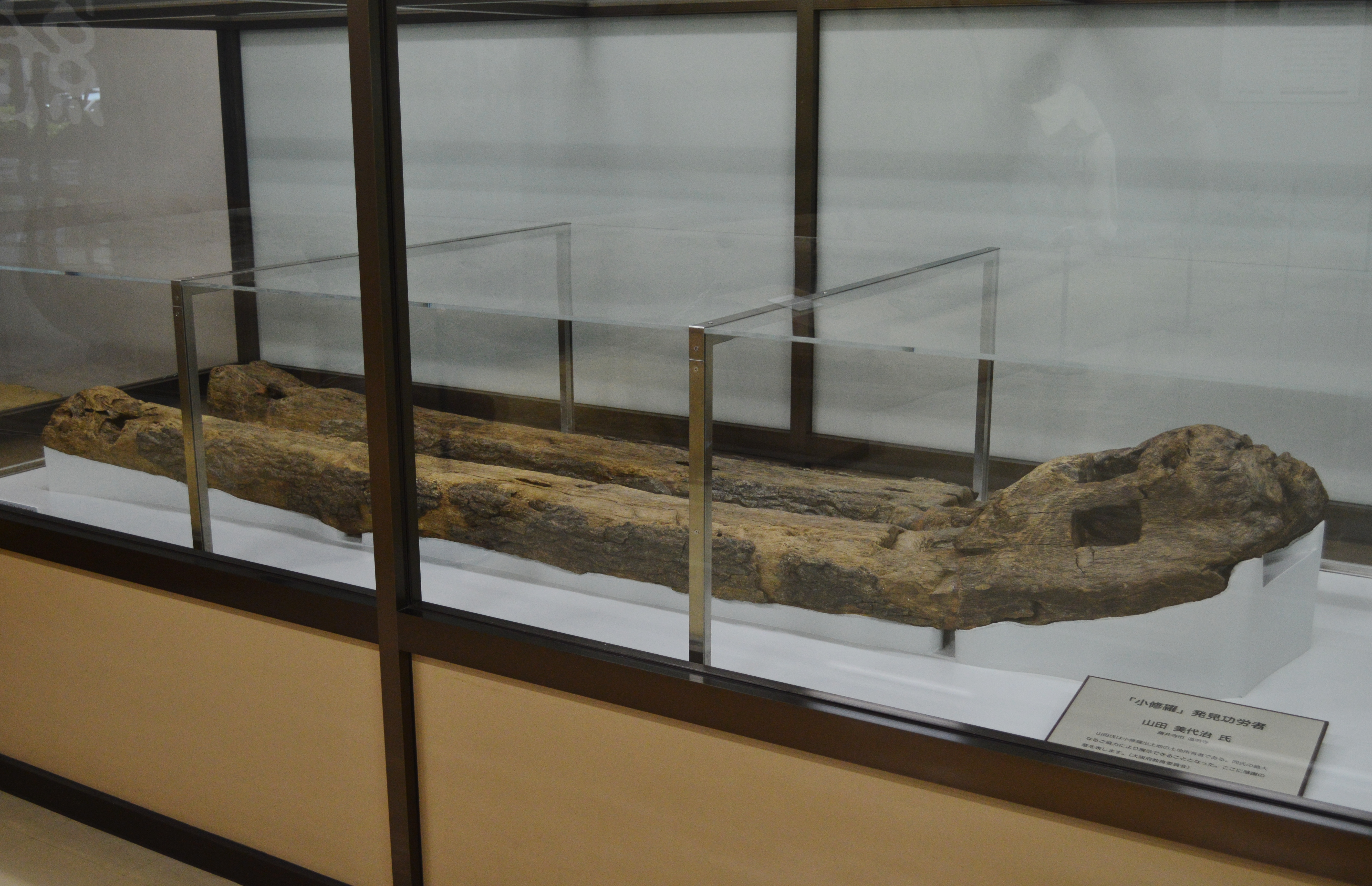
小修羅（国の重要文化財）藤井寺市立図書館展示。

1978年春、八島塚古墳と中山塚古墳の間の周濠底から大小2つの修羅と呼ばれる木製のソリが出土した。これらは、アカガシ属に属する自然木の、二股に枝分かれする部分を用材としている。大形のものは、全長8.8メートル、頭部先端を尖り気味に上方にそらせ、先端から1メートルのところに幅23センチ、高さ17センチの引き綱を通す「えつり穴」を穿ち、約2.2メートルのところから上部を平坦に加工し、荷にのせる部分を形成している。2本の足の側縁には各6ヶ所に斜め穴をあけ、荷綱を通したり、引き綱をとめる施設としている。小形の修羅は大形の修羅の南端に一部かさなる状態で出土している。全長2.9メートルを測り、先端から25センチのところに主綱を通す横穴をあけ、上面が平坦面を成すのは大形のものと同様である。また、これらの修羅を動かすのに用いられたと思われる梃子棒（テコぼう）も出土している。修羅の使用目的については付近の古墳の石棺や石室の大形石材の運搬に使用されたものと推定される。時期については、共判遺物が知られていないので断定できないが、周濠埋土が6世紀のものであることから、修羅も同時期と考えられるが、他の類例から7世紀頃とする見解がある。
その後、出土した大小2つの修羅と梃子棒は15年かけて、保存処理がなされた。現在、大形の修羅と梃子棒は大阪府立近つ飛鳥博物館に保管展示されており、小形の修羅の方は藤井寺市立図書館に保管展示されている。2006年6月に大小の修羅と梃子棒は国の重要文化財に指定されている。

## 築造時期に関する議論
三ツ塚古墳の築造時期については、従来から埴輪が採集され、助太山古墳墳頂部には石材が露呈しており、これが竪穴式石室の蓋石と考えられ、すぐそばに存在する5世紀前半の仲ツ山古墳（伝仲姫命陵）の陪塚と理解されてきた。また宮内庁も、八島塚古墳と中山塚古墳の2基は仲姫命陵の陪塚に指定し、管理している。しかしながら、仲津山古墳が主軸を南西から北東に向けるのに対し、三ツ塚古墳が東西に並ぶことからそれを疑問視し、最近では7世紀の築造とする説もある。その根拠は軸方向が異なる事以外に、従来、竪穴式石室の蓋石とされた石材が、平坦面四方に面取り加工を施し、終末期古墳に酷似している。また、石材もこの付近の終末期古墳に使用されている二上山の牡丹洞産凝灰岩であることなどである。